# RCS Verviétois
RCS Verviétois – belgijski klub piłkarski, mający siedzibę w mieście Verviers, na wschodzie kraju. Obecnie gra w 2me Provinciale Liège.

## Historia
Chronologia nazw:
- 1896: Verviers Foot-Ball Club
- 1903: Club Sportif Verviétois – po fuzji ze Stade Wallon
- 1925: Royal Club Sportif Verviétois
- 2000: Royale Entente Dison-Verviers – po fuzji z R. Dison Sport
- 2001: Royal Excelsior Dison Verviers
- 2002: Royal Cercle Sportif Verviétois
- 2015: klub rozwiązano
- 2015: Cercle Sportif Jeunesse Verviétoise
- 2016: Cercle Sportif Verviers
- 2019: Alliance Verviers
- 2020: Royal Cercle Sportif Verviers

Klub sportowy Verviers FC został założony w miejscowości Verviers 1 października 1896 roku. W 1897 dołączył do UBSSA i w sezonie 1897/98 startował w rozgrywkach Coupe de Championnat, grając na drugim poziomie zwanym Division 1. Po wygraniu Groupe Liège w finale playoff zwyciężył w dwumeczu 4:2, 4:5 z rezerwą Racing Bruksela, który wygrał Groupe Brabant. W kolejnych dwóch sezonach również wygrywał Groupe Liège, ale potem w playoff przegrywał z przeciwnikiem. W sezonie 1900/01 po reformie systemu rozgrywek klub został zakwalifikowany do najwyższego poziomu. Debiutowy sezon w Division d'Honneur zakończył na 7.miejscu. Od 1901 do 1904 kluby pierwszej ligi walczyli najpierw w dwóch grupach (flamandzkiej i walońskiej), a potem po dwie najlepsze drużyny awansowali do turnieju finałowego, w którym rozgrywano tytuł mistrza. Zespół przez trzy sezony zajmował piątą pozycję w grupie walońskiej. 10 sierpnia 1903 po fuzji z miejscowym Stade Wallon zmienił nazwę na CS Verviétois. W sezonie 1906/07 klub zajął ostatnie 10.miejsce i został zdegradowany do rozgrywek regionalnych, które w latach 1900–1909 były organizowane jako poziom trzeci w grupach Division 2, z których najlepsze kluby awansowały do Division 1 (D2). W sezonie 1907/08 był drugim w Division 2 Groupe Liège, awansując potem do Division 1, gdzie został sklasyfikowany na 7.pozycji. W sezonie 1908/09 zespół zajął trzecie miejsce w grupie Liège Division 2 i nie zakwalifikował się do Division 1. W 1909 został wprowadzony drugi poziom ogólnokrajowy. W kolejnych trzech sezonach klub był trzecim w Promotion. W 1912 po zajęciu drugiej pozycji w Promotion klub wrócił do Division d'Honneur i tym razem zatrzymał się w najwyższej dywizji na dłużej. Jednak z powodu wybuchu I wojny światowej rozgrywki piłkarskie zostały zawieszone na 5 lat.
W 1919 po wznowieniu rozgrywek klub kontynuował występy na najwyższym poziomie, gdzie grał do 1924. W sezonie 1924/25 drużynie udało się od razu wygrać rozgrywki w Promotion série B i natychmiast powrócić do Division d'Honneur, ale ponownie spadł po sezonie gry i potem występował w drugiej dywizji. W 1926 roku klub został uznany przez "Société Royale" w związku z czym przemianowany na Royal Club Sportif Verviétois. W grudniu 1926 roku w belgijskiej piłce nożnej powstał rejestr matriculaire, czyli rejestr klubów zgodnie ich dat założenia. Klub otrzymał nr rejestracyjny matricule 8.
W sezonie 1929/30 zajął ostatnie 14.miejsce w Division 1 i spadł na rok do trzeciej dywizji. W 1936 ponownie zajął ostatnie 14.miejsce w Série B Division 1 i został zdegradowany do Promotion (D3) na dłuższy czas. Po zakończeniu II wojny światowej w 1948 wrócił do drugiej dywizji. W 1952 roku po reformie systemu lig druga dywizja otrzymała nazwę Division 2/Tweede klasse. W 1956 roku zwyciężył w Division 2 i po 30 latach wrócił do pierwszej dywizji. W 1956 roku klub również dotarł do finału Pucharu Belgii, ale przegrał z R. RC Tournaisien.
W sezonie 1960/61 po raz ostatni zagrał w pierwszej dywizji, spadając do Division 2. Dziesięć lat później został w 1972 roku zdegradowany do Division 3. W 1974 roku spadł do Promotion (D4), a trzy sezony później klub grał nawet przez dwa sezony na poziomie prowincjonalnym (D5). W 1979 roku wrócił do czwartej dywizji, spadając na rok w sezonie 1984/85 do ligi prowincjonalnej. Od 1993 do 2000 roku występował w Division 3. W 2000 klub po raz kolejny spadł do Promotion. W 2000 roku klub połączył się z R. Dison Sport (matricule 63) w Royale Entente Dison-Verviers, a rok później nazwę zmieniono na Royal Excelsior Dison Verviers. W sezonie 2001/02 został mistrzem grupy B czwartej dywizji i wrócił do trzeciej dywizji. W 2002 roku zmienił nazwę na Royal Cercle Sportif Verviétois. Jednak zespół nie utrzymał się w Division 3 i po roku ponownie spadł do czwartej dywizji. W sezonie 2004/05 wygrał mistrzostwo w serii D czwartej dywizji i potem grał w trzeciej dywizji.
W sezonie 2013/14 zajął drugą lokatę w Division 3 série B, ale przez problemy finansowe, które powstały w trakcie sezonu, klub nie mógł wziąć udziału w rundzie finałowej, aby awansować do drugiej dywizji. Następny sezon zakończył na przedostatniej 17.pozycji w Division 3 série B i został zdegradowany do czwartej dywizji. Jednak klub nie przystąpił do dalszych rozgrywek i został 27 czerwca 2015 skreślony z listy URBSFA, po czym został rozwiązany.
Zaledwie kilka tygodni po rozwiązaniu klubu powstał nowy klub o nazwie Cercle Sportif Jeunesse Verviétoise, o numerze rejestracyjnym 9657, który rywalizował w sezonie 2015/16 tylko z drużynami młodzieżowymi. Latem 2016 roku nazwa została zmieniona na Cercle Sportif Verviers, w skrócie CS Verviers. A klub startował w sezonie 2016/17 na najniższym 9.poziomie piramidy belgijskiej piłki nożnej w lidze zwanej 4me Provinciale Liège. Po zwycięstwie w lidze awansował w następnym roku do 3me Provinciale Liège. W sezonie 2017/18 najpierw zajął trzecie miejsce, a potem wygrał playoff i awansował do 2me Provinciale Liège. Jednak nie utrzymał się w niej i w 2019 wrócił do 3me Provinciale Liège. Latem 2019 zmienił nazwę na Alliance Verviers. Sezon 2019/20 nie dokończono z powodu COVID-19. Klub został sklasyfikowany na pierwszej pozycji, którą posiadał przed zawieszeniem rozgrywek, dzięki czemu uzyskał awans do 2me Provinciale Liège. W 2020 przyjął nazwę RCS Verviers.

## Barwy klubowe, strój
|  |  |

Klub ma barwy zielono-białe. Zawodnicy domowe spotkania zazwyczaj grają w pasiastych poziomo zielono-białych koszulkach, białych spodenkach oraz białych getrach.

## Sukcesy

### Trofea międzynarodowe
Nie uczestniczył w rozgrywkach europejskich (stan na 31-05-2020).

### Trofea krajowe
| \| \| Zdobyte trofea w rozgrywkach Belgii (stan na: 31-05-2020) \| |                                                           |      |                                                                   |
| Rozgrywki                                                          | Osiągnięcie                                               | Razy | Sezon(y)                                                          |
| · Mistrzostwo                                                      | I miejsce                                                 | 0    |                                                                   |
| · Mistrzostwo                                                      | II miejsce                                                | 0    |                                                                   |
| · Mistrzostwo                                                      | III miejsce                                               | 0    |                                                                   |
| · Mistrzostwo                                                      | 4.miejsce                                                 | 1    | 1905/06                                                           |
| · Puchar                                                           | zdobywca                                                  | 0    |                                                                   |
| · Puchar                                                           | finalista                                                 | 1    | 1955/56                                                           |
| · II liga                                                          | I miejsce                                                 | 5    | 1897/98, 1898/99 (gr.Liège), 1899/00 (gr.Liège), 1924/25, 1955/56 |
| · II liga                                                          | II miejsce                                                | 1    | 1911/12                                                           |
| · II liga                                                          | III miejsce                                               | 3    | 1909/10, 1910/11, 1931/32                                         |
| Belgia                                                             | Zdobyte trofea w rozgrywkach Belgii (stan na: 31-05-2020) |      |                                                                   |

- Division 2 / Promotion / Division 3 (D3):
  - mistrz (1x): 1947/1948 (B)
  - wicemistrz (3x): 1907/08 (gr.Liège), 1996/97 (B), 2013/14 (B)
  - 3.miejsce (5x): 1908/09 (gr.Liège), 1930/31 (C), 1937/38 (B), 1942/43 (A), 1945/46 (D)

- Promotion (D4):
  - mistrz (3x): 1992/93 (D), 2001/02 (D), 2004/05 (D)
  - wicemistrz (1x): 2000/01 (D)
  - 3.miejsce (2x): 1979/80 (D), 1986/87 (D)

## Poszczególne sezony

### Rozgrywki międzynarodowe

#### Europejskie puchary
Nie uczestniczył w rozgrywkach europejskich.

### Rozgrywki krajowe
| \| Belgia \| Bilans występów klubu w rozgrywkach piłkarskich Belgii (Stan na 31 maja 2020 r.) \| \| |                                                                                  |        |       |   |   |   |    |    |     |                                                                                               |        |        |      |
| Poziom                                                                                              | Rozgrywki                                                                        | Sezony | Mecze | Z | R | P | B+ | B– | Pkt | Lata                                                                                          | Awanse | Spadki | Naj. |
| I                                                                                                   | Division d'Honneur/ Division 1                                                   | 20     |       |   |   |   |    |    |     | 1900–1907, 1912–1915, 1919–1924, 1925/26, 1956–1961                                           | 0      | 4      | 4    |
| II                                                                                                  | Division 1/ Division 2/ Promotion                                                | 36     |       |   |   |   |    |    |     | 1897–1900, 1907–1912, 1924/25, 1926–1930, 1931–1936, 1948–1956, 1961–1972                     | 4      | 3      | 1    |
| III                                                                                                 | Division 2 Groupe Liège/ Promotion/ Division 3                                   | 32     |       |   |   |   |    |    |     | 1907–1909, 1930/31, 1936–1939, 1941–1944, 1945–1948, 1972–1974, 1993–2000, 2002/03, 2005–2015 | 3      | 4      | 1    |
| IV                                                                                                  | Promotion                                                                        | 20     |       |   |   |   |    |    |     | 1974–1977, 1979–1984, 1985–1993, 2000–2002, 2003–2005                                         | 3      | 2      | 1    |
| V                                                                                                   | 1re Provinciale Liège                                                            | 3      |       |   |   |   |    |    |     | 1977–1979, 1984/85                                                                            | 2      | 0      | 1    |
| | Puchar Belgii                                                                    | 20+    |       |   |   |   |    |    |     | od 1911                                                                                       | 0      | 0      | 2    |
| Belgia                                                                                              | Bilans występów klubu w rozgrywkach piłkarskich Belgii (Stan na 31 maja 2020 r.) |        |       |   |   |   |    |    |     |                                                                                               |        |        |      |

## Struktura klubu

### Stadion
Klub piłkarski rozgrywał swoje mecze domowe na Stade Communal de Bielmont w Verviers o pojemności 4291 widzów.

## Kibice i rywalizacja z innymi klubami

### Derby
- SRU Verviers